# Керри, Джон
Джон Форбс Ке́рри (англ. John Forbes Kerry; род. 11 декабря 1943, Орора, штат Колорадо, США) — американский политический и государственный деятель, предприниматель и миллионер. Государственный секретарь США (2013—2017), член Сената США от штата Массачусетс (1985—2013) и губернатор штата Масачусетс (1983—1985). Кандидат в Президенты США от Демократической партии на выборах 2004 года (проиграл Джорджу Бушу-младшему). Лейтенант армии США (1969). 
Родился в штате Колорадо. Закончил престижный Йельский университет, бакалавр права (1966). В 1966—1970 годах служил в Военно-морских силах Армии США, участник Вьетнамской войны, командовал речным катером. Начал политическую карьеру, неудачно баллотировавшись в сенаторы в 1972 году. Заместитель губернатора Массачусетса Майкла Дукакиса (1982—1983). С 1985 года избран сенатором США от штата Массачусетс, был председателем сенатского комитета по международным делам. После кончины сенатора Эдварда Кеннеди в августе 2009 года по январь 2013 года Керри был старшим сенатором от штата Массачусетс. 
В 2004 году выиграл праймериз был номинирован кандидатом в президенты США от Демократической партии, критиковал политику президента Джорджа Буша-младшего, особенно, его действия в Ираке, но проиграл действующему президенту. В 2013 году по предложению президента Барака Обамы стал государственным секретарем, на посту которого регулировал влияние США в конфликтах в Украине, Израиле и Афганистане. В 2017 году ушёл в отставку после окончания сроков Обамы. 
Специальный представитель президента США по вопросам климата с 20 января 2021 года по 6 марта 2024.

## Биография

### Семья Керри
Джон Керри — второй ребёнок в семье Ричарда Керри (1915—2000) и Розмари Изабель Керри (урождённая Форбс) (1913—2002).
Дедушка и бабушка по отцовской линии были евреями, эмигрировавшими в Америку из Австро-Венгрии из-за здешнего антисемитизма и перешедшими в католичество.
У Джона есть две сестры: Маргарет (Пегги) (род. 1941) и Диана (род. 1947) — и брат Кэмерон (род. 1950), который живёт в Бостоне. Он юрист, был главным советником президента Обамы в министерстве торговли, исполнял обязанности министра в 2013 году (до назначения Пенн Притцкер). После женитьбы перешёл в иудаизм.
Отец Керри служил в ВВС пилотом-испытателем, участник Второй мировой войны. Затем — на дипломатической работе (поверенный Бюро Государственного департамента Соединенных Штатов по делам ООН). Мать происходила из богатой семьи Форбсов, во время Второй мировой войны была медсестрой.
Джон родился в армейском госпитале Фицсимонса (Орора, Колорадо), где его отец проходил курс лечения от туберкулёза. Керри вернулись домой в Массачусетс через два месяца после рождения Джона.
Мать Керри была протестанткой, тогда как другие ближайшие родственники — ревностными католиками. Ребёнком Джон служил при алтаре.
Родители Джона относились к среднему классу. Богатая тётка платила за учёбу Джона Керри в элитных школах Европы и Новой Англии. Свои летние каникулы он проводил в фамильных поместьях Форбсов во Франции и на острове Наушон, близ полуострова Кейп-Код, живя там на широкую ногу.
Через свою бабушку по матери Маргарет Тиндалл Уинтроп Керри состоит в родстве с четырьмя президентами США, включая Джорджа Буша-младшего, с первой американской поэтессой Анной Брэдстрит, с основателем первого поселения на побережье Массачусетса и первым губернатором Джоном Уинтропом и с различными королевскими и дворянскими семьями Европы, Ближнего Востока и Африки.

### Родители отца
Исследователь генеалогий Феликс Гандекер, работавший в The Boston Globe, в 2003 году установил, что дед и бабушка Керри, урождённые Фриц Кон (Fritz Kohn; 1873, Бенниш в Силезии) и Ида Лёве (Ida Lowe, Будапешт), проживавшие в Мёдлинге в Австро-Венгерской империи, в 1900 году поменяли свои имена на Фредерика и Иду Керри и в 1901 (или в 1902) году перешли из иудаизма в католичество. Старший брат Фрица Отто ещё раньше в 1887 или 1896 году также изменил свою фамилию на «Керри» и отрёкся от иудаизма, предположительно чтобы избежать насилия со стороны антисемитов. Фамилия «Керри», обладателей которой повсюду принимали за выходцев из Ирландии, была выбрана произвольно. Согласно семейной легенде, Фриц и другие члены семьи наугад открыли атлас и бросили ручку на карту. Она упала на графство Керри в Ирландии и таким образом была выбрана фамилия. Покинув предместья Вены, где они жили с 1896 года, Фред и Ида в 1905 году вместе со своим сыном Эриком эмигрировали в Соединённые Штаты. Сначала они жили в Чикаго, а со временем перебрались в Бруклайн (Массачусетс) в 1915 году.
Деревня, известная под названием Бениш (Bennisch), где в 1873 году родился Фриц Кон, была в то время частью Силезии (Австро-Венгрия). Сейчас она называется Горни-Бенешов (чеш. Horní Benešov) и находится в Чехии. После изучения родовой связи Керри с их деревней мэр и жители послали поздравительное письмо Джону Керри по поводу его политической карьеры.
Некоторое время Фред Керри был процветающим и успешным торговцем обувью. Ида и двое их детей: Ричард (ставший отцом Джона Керри) и Милдред смогли позволить себе путешествие в Европу осенью 1921 года, вернулись они в октябре. Через несколько недель Фред Керри оформил завещание, оставив всё, что у него было, Иде, и 23 ноября проследовал в душевую отеля Копли-плаза (Copley Plaza Hotel) в Бостоне, где он покончил с собой, выстрелив из револьвера в голову. Его самоубийство стало новостью, облетевшей первые полосы газет всего Бостона, сообщавших, что причиной стала сильная астма и связанные с ней проблемы со здоровьем. Но согласно современным сообщениям (ссылаясь на семейные источники), причиной самоубийства стали финансовые проблемы. «Он нажил три состояния и, потеряв третье, не смог больше выдержать» — как говорит его правнучка Нэнси Стокслагер.
Джон Керри заявил, что, хотя он и знал о том, что его предки по отцу — выходцы из Австрии, он не знал (пока не был проинформирован The Boston Globe, на основании их генеалогических поисков), что Фриц Кон поменял своё имя на Фред Керри, и что он был рождён евреем. Как и о том, что брат Иды Керри Отто и её сестра Дженни погибли в нацистских концентрационных лагерях.

### Детские годы
Керри утверждал, что его первым воспоминанием было, как он в трёхлетнем возрасте держался за руку плачущей матери, в то время как они шли по битому стеклу и обломкам дома её детства в Сен-Бриа-сюр-Мэр (Saint-Briac-sur-Mer), Франция. Визит состоялся через 2,5 года после освобождения Сен-Бриа-сюр-Мэр от нацистов американскими войсками 14 августа 1944 года. Фамильное поместье, известное как Лес Эссартс (Les Essarts), было оккупировано и использовалось под немецкий штаб во время войны. Когда гитлеровцы покинули его, они разбомбили Лес Эссартс и сожгли его дотла.
Разрушенное поместье было отстроено заново в 1954 году, и его родители часто проводили там летние каникулы. Во время этих каникул Джон подружился со своим первым кузеном Бриком Лалондом (Bric Lalond), будущим социалистом и лидером партии зелёных во Франции, который был кандидатом на пост президента Франции в 1981 году.
Когда его отец отправился служить в американское посольство в Осло (Норвегия), Джон был направлен в Массачусетс, посещать занятия в пансионе. В 1957 году он учился в школе Фессенден (Fessenden School) в восточном Ньютоне, деревне в Ньютоне (Newton) Массачусетс. Школа Фессенден — старейший в стране частный пансион для мальчиков. Там он встретил и подружился с Ричардом Першингом, внуком американского генерала, участника Первой мировой войны Джона Джозефа Першинга. Старший сенатор от Массачусетса Тед Кеннеди (ум. 25.08.2009) также учился в этой школе, но на несколько лет раньше, чем Керри.
На следующий год Джон поступил в школу святого Павла в Конкорде, Нью-Гэмпшир и окончил её в 1962 году. Керри изучал искусство произносить публичные речи и начал проявлять растущий интерес к политике. В своё свободное время он играл в хоккей с шайбой и лакросс, состоя в команде, капитаном которой был Роберт С. Мюллер-третий, директор ФБР в 2001—2013. В это время Керри относился к членам Кейп-Кодского американо-ирландского клана Кеннеди и благодаря этому был представлен Джону Ф. Кеннеди, Тедди Кеннеди и другим. Керри также играл на электрической бас-гитаре в школьной группе The Electras, которая выпустила альбом в 1961 году. Были сделаны только 500 копий — одна из них продана с аукциона eBay в 2004 за две с половиной тысячи долларов.
В 1959 году Керри основал общество Джона Уинанта в школе святого Павла для обсуждения злободневных вопросов. Общество существует там и поныне. В ноябре 1960 года Керри произнёс свою первую публичную речь в честь избрания в президенты США Джона Ф. Кеннеди.

### Йельский университет
В 1962 году поступил в Йельский университет, занимавший лидирующие позиции в политических науках, который окончил в 1966 году со степенью бакалавра искусств. В университете Керри играл в футбол, хоккей и состоял в фехтовальной команде. Вдобавок он брал уроки лётного дела.
На втором курсе Керри стал президентом Йельского политического союза. В числе его учителей в этот период был профессор Х. Брэдфорд Вестерфильд, сам бывший президент политического союза. Участие Керри в политическом союзе дало ему возможность быть причастным к таким важным и злободневным вопросам, как движение в защиту гражданских прав и программа «Новых рубежей» Кеннеди.
В 1962 году Керри был волонтером в первой кампании по выборам в Сенат молодого Тедди Кеннеди. Тем летом он познакомился с Жанет Дженнингс Аучинклосс, сестрой супруги Джона Кеннеди Жаклин. Жанет пригласила Джона нанести визит в их поместье
Хаммерсмит на Род-Айленде. Там Керри впервые встретил президента Джона Ф. Кеннеди.
Как вспоминает Керри, когда он сказал президенту, что поступил в Йельский университет, Кеннеди скорчил гримасу, потому как сам он окончил соперничающий с Йелем Гарвард. «Он улыбнулся мне, рассмеялся и сказал: „Не беспокойся об этом. Ты знаешь, я тоже сейчас йелец“. Президент произнёс знаменитый комментарий, что он обладатель лучшего из двух сегодняшних миров: гарвардского образования и йельской степени (так как он получил почётную йельскую степень за несколько месяцев до того)». Позднее в этот день фотограф Белого дома сделал снимок Керри, катающегося на парусной яхте с Кеннеди и его семьёй по заливу Наррагансетт.
В течение четырёх лет Керри имел среднюю оценку в 76 баллов, тогда как в первый год обучения его средняя оценка равнялась 81 баллу. Под руководством преподавателя истории и ораторского искусства, профессора Ролина Остервейса, Керри побеждал во многих дебатах со студентами других колледжей страны. В марте 1965 года, во время эскалации войны во Вьетнаме он даже выиграл премию Тен Эйк как лучший оратор курса за речь с критикой внешней политики США. Одна из цитат его речи: «Это — вариант западного империализма, которого народы Азии и Африки боятся больше, чем коммунизма, и он ведёт к самоуничтожению». Будучи превосходным оратором, именно он был выбран для произнесения этой речи перед выпуском.
Несмотря на критику войны во Вьетнаме, он вскоре примет в ней участие.

### Военная служба (1966—1970)
Керри вступил в ряды резерва ВМС США в свой последний год в университете. Он говорил, что сделал это после того, как призывная комиссия отказала ему в отсрочке сроком на год для учёбы в Париже. Вдобавок, несколько его школьных товарищей тоже поступили на службу в вооружённые силы. Керри начал действительную службу после окончания университета, а закончил в 1970 году, дослужившись до звания лейтенанта. За время своего второго пребывания во Вьетнаме Керри был награждён несколькими медалями, включая Серебряную звезду, Бронзовую звезду и три Пурпурных сердца. Его военная репутация и подвергалась значительной критике, и вызывала похвалы во время его политической карьеры, особенно в течение неудачной для него президентской кампании 2004 года.

#### Учёба, вступление в должность и служба на корабле «Гридли»
18 февраля 1966 года Керри вступил в военно-морской резерв, а 19 августа 1966 года начал действительную службу. 16 декабря 1966 года, после полных 16 недель школы кандидатов в офицеры военно-морского учебного центра в Ньюпорте (Род-Айленд), Керри получил офицерское звание. Во время выборов в 2004 году Керри разместил свои военные записи на своём веб-сайте и разрешил репортёрам исследовать его медицинские записи. В 2005 году Керри разрешил публикацию военных и медицинских записей представителям трёх организаций, но не дозволил полного публичного к ним доступа.
Первые дни службы для Керри начались в чине энсина (первичное флотское офицерское звание) на борту разведывательного ракетного фрегата «Гридли». Старший офицер корабля описывал поход так: «Мы вышли из Сан-Диего на вьетнамский театр в начале 1968 года, после только полугодовой эксплуатации корабля и провели более четырёх месяцев на спасательной службе в Тонкинском заливе, подбирая сбитых летчиков».
Во время пребывания в команде Гридли, Керри получил первое назначение на пост командира патрульного катера PCF, известного как «скорый катер». Эти 50-футовые (15-метровые) катера обладали алюминиевыми корпусами, на них была слабая броня или её вообще не было. Зато они обладали тяжёлым вооружением и были рассчитаны на большую скорость. В своей книге вьетнамских воспоминаний, опубликованной в 1986 году, Керри заявил: «Я действительно не хотел быть вовлечённым в войну. Когда я был приписан к катерам, они были слишком небольшими для участия в войне. Они занимались береговым патрулированием, и я думал, что это и буду делать». Однако его вторым выбором назначения стал катер речного патруля, служба в котором считалась самой опасной на реках Вьетнама.
16 июня Керри был повышен в звании до младшего лейтенанта. 20 июня он покинул борт «Гридли» для обучения на скоростных катерах на военно-морской базе механизированного десанта в Коронадо, штат Калифорния.

#### Служба на катерах
17 ноября 1968 года Керри прибыл на службу в береговой эскадрон № 1 в бухте Камрань (Южный Вьетнам). В должности старшего офицера катеров Керри возглавил экипаж из пяти человек для несения патрулей во вражеской зоне. Первым его катером стал PCF-94, с 6 декабря 1968 по 21 января 1969 года (когда его экипаж был расформирован). Они состояли в береговом дивизионе 11 в Антой (An Thoi).
30 января 1969 года Керри принял командование над другим катером PCF-94 и его экипажем, который он возглавлял, пока не отбыл из Антой 26 марта 1969 года, впоследствии экипаж был также расформирован.
22 января 1969 года Керри и несколько офицеров встретились в Сайгоне с адмиралом Элмо Замволтом, командующим военно-морскими силами США во Вьетнаме и генералом Крейтоном Абрамсом, главнокомандующим силами США во Вьетнаме. Керри и другие офицеры доложили, что практика создания «зон свободного огня» настраивала вьетнамцев против США, и что в операциях катеров не были выполнены их объективные цели по пресечению линий снабжения Вьетконга. Согласно его биографу Дугласу Бринкли, Керри и прибывшие с ним офицеры были разочарованы тем, что их озабоченность происходящим не была оценена, и всё свелось лишь к краткой беседе.

#### Военные награды
Ночью 2 декабря 1968 года и ранним утром 3 декабря Керри был во главе экипажа маленького катера, действовавшего около северного полуострова бухты Камрань вместе с катером PCF-60. Согласно воспоминаниям его самого и двух членов экипажа, Патрика Раньона и Уильяма Заладониса, бывших рядом с ним этой ночью, они наткнулись на группу людей, разгружавших сампаны у переправы. Люди обратились в бегство и не подчинились приказу остановиться. Керри и его экипаж открыли огонь по сампанам и уничтожили их, затем быстро ушли по реке. Во время этой стычки Керри получил лёгкое ранение в левую руку над локтем. За это он получил своё первое Пурпурное сердце.
Своё второе Пурпурное сердце он получил за ранение в бою 20 февраля 1969 года на реке Боде. По плану скорые катера действовали совместно с вертолётами поддержки. Однако на пути к реке Боде вертолёты были атакованы, вернулись на базу для дозаправки и не могли вернуться к выполнению миссии в течение нескольких часов. Как только катера добрались до реки Куалон, катер Керри был поражён гранатой из РПГ, и осколок шрапнели угодил в левую ногу Керри. После этого они без проблем добрались до залива Таиланда. Осколок и сейчас находится в ноге у Керри — доктора лишь убрали повреждённые ткани и наложили швы, не предприняв обширного хирургического вмешательства, необходимого для извлечения осколка. Таким образом Керри остался в строю, не подвергнувшись госпитализации. Как и несколько других раненых в этот день, Керри получил за своё ранение Пурпурное сердце.
Через 8 дней произошёл бой, за который Керри был награждён Серебряной звездой. Он возглавлял группу из трёх катеров. Их миссия включала доставку команды подрывников и нескольких десятков южновьетнамских солдат для уничтожения вражеских сампанов, построек и бункеров. Попав в засаду, Керри «приказал катерам развернуться к берегу и атаковать позиции Вьетконга», он «искусно руководил» огнём с катеров и координировал развёртывание южновьетнамских войск (как написано в наградной записи, подписанной адмиралом Замволтом). Подойдя на более короткую дистанцию, катер Керри попал под огонь из РПГ. Как только катер пристал к берегу, вьетконговский гранатомётчик выскочил из укрытия и побежал прочь. Стрелок на катере открыл огонь и ранил его в ногу. Пока другие катера, приблизившись, открыли заградительный огонь, Керри выпрыгнул на берег, догнал и убил вьетконговца, завладев его уже заряжённой ракетной установкой.
Командир Джона Керри подполковник Джордж Эллиот в разговоре с Дугласом Бринкли в 2003 году пошутил, что не знал, что делать: отдать ли под суд Керри за причаливание лодки к берегу без приказа или наградить его медалью за спасение экипажа. Эллиот представил Керри к Серебряной звезде, и адмирал Замволт приплыл в Антой, чтобы лично наградить медалями Керри и остальных матросов, принимавших участие в миссии. Флотский рапорт о боевых действиях Керри представлен в наградной цитате, подписанной Замволтом. Информация о боевых действиях задокументирована в боевом рапорте, пресс-релизе, написанном 1 марта 1969 года и в сводке событий, датированной 17 марта 1969 года. 

13 марта 1969 года пять катеров возвращались со своих миссий на базу у реки Байхап (Bay Hap). Ранее в этот день они участвовали в перестрелке (в которой Керри получил лёгкое ранение шрапнелью в ягодицы после взрыва на рисовом поле). Также они высадили несколько пассажиров в маленькой деревне. Они приблизились к рыбацкой запруде, представлявшей собой два шеста, переброшенные через реку для развешивания сетей. Одна группа катеров повернула налево, скрываясь у берега, а группа Керри повернула направо вдоль береговой линии. Как только ведущий катер PCF-3 пересёк запруду слева, прямо под ним взорвалась мина, буквально подняв его на воздух.

Джеймс Рассман, советник из «зелёных беретов», бывший на борту PCF-94, вывалился за борт, когда мина или ракета взорвалась рядом с лодкой. Согласно документации, Керри был ранен в руку, когда его бросило взрывной волной на палубу. PCF-94 вернулся к месту происшествия, и Керри вытащил Рассмана из воды. За свои действия он получил Бронзовую звезду и третье Пурпурное сердце. 

После спасения экипажа PCF-3 и эвакуации наиболее серьёзно раненных матросов силами двух катеров, PCF-4 и другой катер остались и участвовали в спасении подбитого катера и в ремонтно-восстановительных работах, после чего немедленно удалились с места происшествия.

#### Возвращение из Вьетнама и отставка
После третьего зарегистрированного ранения, согласно флотскому уставу, Керри получил право на переназначение с боевой службы. Записи флота показывают, что Керри выбрал назначение на службу помощником в Бостоне, Нью-Йорке или в Вашингтоне.
26 марта 1969 года, закончив последнее ночное патрулирование, Керри был переведён в Камрань. Он пробыл там 5—6 дней в ожидании приказов и в начале апреля оставил Вьетнам. 11 апреля 1969 года он доложил о прибытии на бруклинскую базу военно-морской транспортной службы, где он и нёс службу в том году в качестве адъютанта контр-адмирала Уолтера Шлехта. 1 января 1970 года Керри получил звание лейтенанта. Керри согласился продлить службу с декабря 1969 до августа 1970 года в соответствии с приказом о несении службы на катерах, но в январе 1970 года он просил принять его преждевременную отставку для участия в предвыборной кампании в Конгресс. Его просьба была удовлетворена, и 1 марта 1970 года он ушёл в отставку.
Керри состоял на действительной службе на флоте с августа 1966 по январь 1970 года. Он продолжил службу в резерве флота до февраля 1978 года. Война унесла жизни пятерых друзей Керри, среди них был его одноклассник Ричард Першинг, убитый в бою 17 февраля 1968 года.

#### Спор вокруг военной биографии Керри
Во время президентской кампании 2004 года около двухсот ветеранов Вьетнамской войны объединились в группу «Ветераны катеров за правду», впоследствии переименованную в «Ветераны катеров и военнопленные» (SBVT). Группа организовывала пресс-конференции, запустила рекламную кампанию и выпустила книгу, где подвергались сомнению служебные записи и военные награды Керри. Однако сторонники точки зрения о безупречной службе Керри, в число которых входили почти все бойцы из его экипажа, заявили, что обвинения со стороны SBVT беспочвенны.

### Антивоенная деятельность (1970—1971)
После возвращения в США Керри примкнул к организации «Вьетнамские ветераны против войны» (VVAW — Vietnam Veterans Against the War), которая насчитывала 20 тыс. членов. Организация рассматривалась (в том числе и администрацией президента Никсона) как важная часть антивоенного движения.
22 апреля 1971 года Керри стал первым вьетнамским ветераном, давшим показания перед конгрессом о войне, когда сенатский комитет заслушивал возможные предложения по её окончанию. Он всё ещё состоял в резерве флота и носил звание лейтенанта младшего ранга. Надев на себя зелёную форму с наградными ленточками, он два часа выступал перед сенатским комитетом по иностранным делам на Фулбрайтовских слушаниях, названных по имени председателя процедуры, сенатора Дж. У. Фулбрайта. Своё выступление Керри начал с подготовленной речи, в которой он представил заключения по «следствию зимних солдат», а затем обратился к вопросам большой политики.
На следующий день Керри участвовал вместе с восемьюстами ветеранами в демонстрации по возвращению наград правительству. Морской пехотинец Джек Смит прочитал заявление, в котором объяснялись причины этих действий. Свыше двух часов разгневанные ветераны бросали свои медали, орденские ленточки, фуражки, мундиры и военные бумаги на перила передней лестницы Капитолия, показывая таким образом своё неприятие войны. Каждый участник называл своё имя, город, должность и произносил заявление. Керри также бросил свои награды и заявил: «Я делаю это не по горячности, а ради мира, законности, пытаясь пробудить эту страну и для всего». Документальный фильм: «Сэр! Нет, сэр!» включает архивные плёнки с участием Керри в демонстрации: он один из нескольких молодых людей, бросивших вещи на перила.
Ввиду того, что Керри был награждённым ветераном, стоявшим против официальной позиции правительства, он часто давал интервью радиовещанию и печати. Он сумел использовать эти случаи, чтобы донести темы своих показаний перед Сенатом до широкой аудитории.
Например, Керри неоднократно появлялся в шоу Дика Каветта на канале АВС. В одной из программ Каветта (30 июня 1971 года) в споре с Джоном О’Нейлом Керри заявил, что некоторые из политических нововведений, принятых американскими военными лидерами во Вьетнаме, такие, как зоны свободного огня, и сжигание домов мирных жителей, противоречат законам войны. Газета «Вашингтон стар» (6 июня 1971 года) поместила рассказ Керри о том, как он и другие офицеры катеров были разочарованы контрастом между тем, что они видели собственными глазами и тем, что говорили им лидеры. «Тогда я понял, что никогда не смогу хранить молчание о реальном положении дел во Вьетнаме.»
В NBC «встреча с прессой» в 1971 году Джону Керри был задан вопрос, совершал ли он лично жестокости во Вьетнаме. Керри ответил:
 Это были все виды жестокостей, и я хотел сказать да, да участвовал в некоторой их части, как и тысячи солдат, замешанных в этом. Я принимал участие в стрельбе в зонах свободного огня. Я вёл беспокоящий огонь и огонь на воспрещение. Я использовал пулемёты 50-калибра, которыми мы были оснащены и уполномочены применять, которые были нашим единственным оружием против людей. Я принимал участие в поиске и уничтожении врагов, в сжигании деревень. Всё это противоречило законам ведения войны и женевским конвенциям, и всё это проходило согласно политике, письменно учреждённой на самых верхах американского правительства. И я полагаю, что люди, придумавшие эти зоны свободного огня, люди, отдававшие нам приказы, люди, замалчивавшие бомбардировки территорий, я думаю, что согласно букве закона (осудившей лейтенанта Колли) эти люди есть военные преступники. 

### Операция POW
Выступления Керри превратили его в лидера и оратора антивоенных акций, прокатившихся по стране в 1971 году. Одной из них стала операция POW, организованная VVAW в Массачусетсе. Протест получил своё название от группы американцев, бывших в плену в Северном Вьетнаме, в числе которых были заслуженные военные.
Целью акции была попытка связать антивоенный активизм с темой патриотизма, пробудить дух американской революции и Пола Ревира. После Дня памяти ветераны и другие участники прошли маршем по Конкорду к месту сбора в центральном парке Бостона (Boston Common). По плану участники должны были провести ночь на месте битвы при Лексингтоне и Конкорде затем на месте битвы при Банкер-Хилле. Кульминацией акции должно было стать публичное чтение декларации независимости.
Во время второй ночи марша 29 мая 1971 года Керри был в первый раз арестован при попытке участников марша разбить лагерь на деревенском поле Лексингтона. В 2.30 ночи местная полиция вместе с полицией штата разбудили и арестовали 441 демонстранта, включая Керри, за пересечение территории. Согласно правилу Миранды, им всем были зачитаны их права, после чего их перевезли на школьных автобусах в лексингтонский гараж общественных работ, где они и провели остаток ночи. Керри и другие участники акции заплатили по 5 долларов, после чего и были освобождены. Массовый арест сплотил участников и придал положительный облик VVAW.
Несмотря на свою роль в операции POW и других акциях VVAW, Керри окончательно вышел из организации из-за разногласий с руководством. Позднее он подвергался критике со стороны VVAW.

### Ранняя политическая карьера

#### Выборы в Конгресс 1972 года

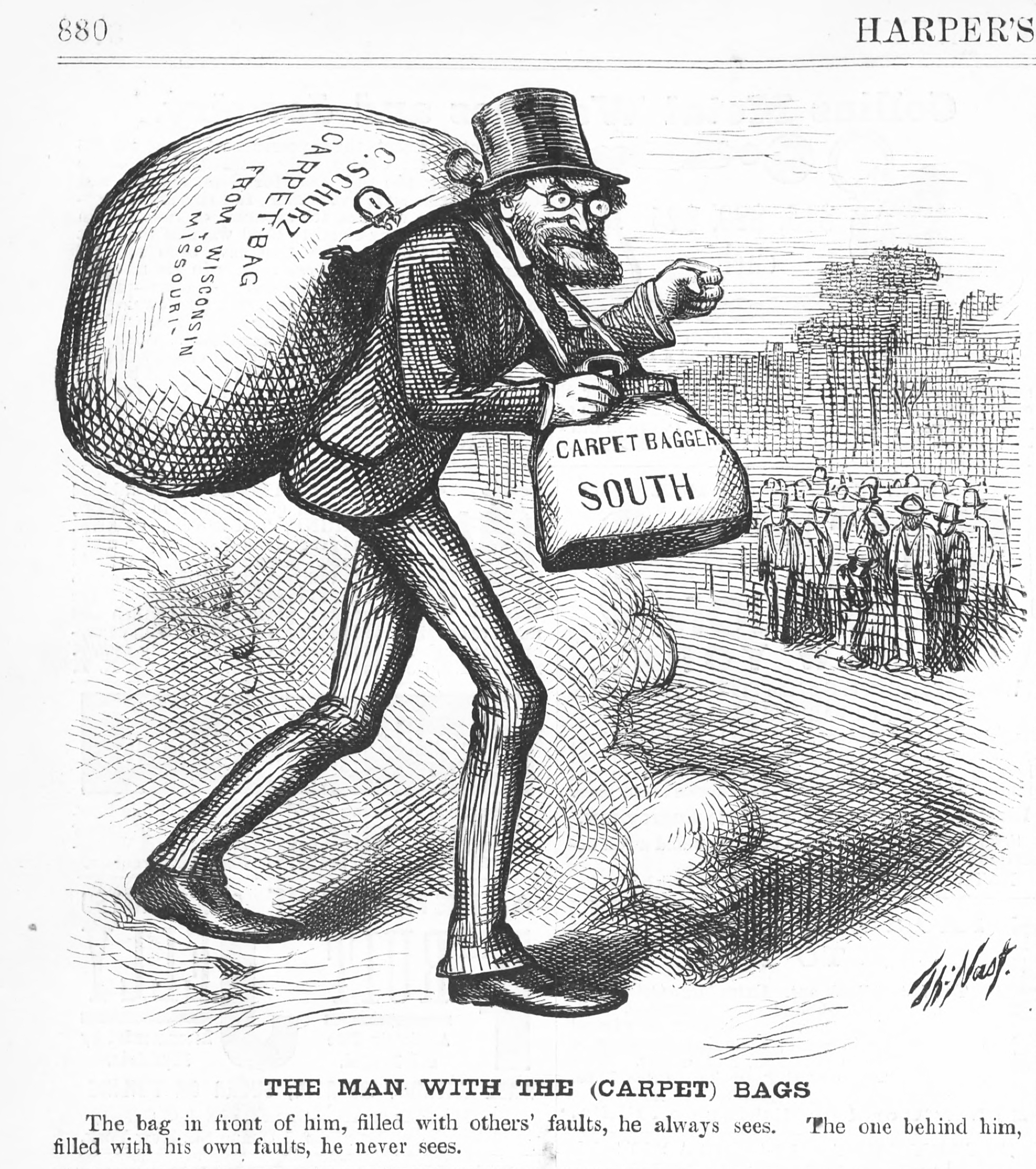
Карикатура 1872 года, изображающая саквояжника (Carpetbagger)

В феврале 1972 года жена Керри Джулия купила дом в Вустере после запуска в другом районе избирательной кампании Керри в Конгресс. Благодаря наличию нового местожительства в Массачусетсе Керри мог начать избирательную кампанию в Конгресс направленную против нынешнего конгрессмена демократа Гарольда Д. Донохи. Вместо этого супруги Керри арендовали квартиру в Лоуэлле. Конгрессменом от этого округа был республиканец Ф. Брадфорд Морс, который собирался уйти в отставку.
Вместе с Керри в первичном туре выборов-1972 от демократической партии участвовали 10 кандидатов. Одним из них был депутат палаты представителей от Лоренса Энтони Р. ДиФрускиа. Оба кандидата обращались по радио из одного здания. В канун первичных выборов в сентябре полиция обнаружила в подвале здания, где проходили телефонные линии, младшего брата Керри Камерона и главу избирательного штаба Керри Томаса Дж. Валлели. (Обоим было всего по 22 года). Полиция арестовала и обвинила их во «взломе и проникновении с намерением совершить кражу», дело было прекращено год спустя. В ходе инцидента ДиФрускиа заявил, что они пытались порвать его бюллетени для голосования. Валлели и Камерон Керри заявили, что они только проверяли их собственную телефонную линию, так как они получили анонимный звонок с предупреждением, что телефонные линии Керри будут перерезаны.
Хотя сообщение об аресте в день выборов повредило выборной кампании Керри, он победил на первичных выборах, оторвавшись от депутата штата Пола Дж. Шихи. Третье место занял ДиФрускиа. Керри проиграл в Лоуренсе и Лоуэлле, главных базах своих противников, но победил в 18 из 22 городов округа.
На главных выборах Керри первоначально опережал республиканского кандидата Пола У. Кронина и независимого кандидата Роджера П. Дуркина. Однако против Керри выступила ведущая газета округа, консервативная «Сан» из Лоуэлла (The Sun (Lowell)), которая выпускала критические статьи о его деятельности за пределами штата, называвшая его «саквояжником» (Carpetbagger), так как он переехал в округ только в апреле. (Так южане называли политиков-республиканцев с Севера, приезжавших на побеждённый Юг с дорожными мешками, которых южане рассматривали как грабителей.) А после разразился Уотергейтский скандал. Записи Овального кабинета Белого дома показали, что поражение кандидатуры Керри привлекло внимание президента Никсона.
За 4 дня до голосования Дуркин снял свою кандидатуру, призвав избирателей поддержать Кронина, который и победил на выборах. Этот округ был единственным в дистрикте, в котором победил республиканский кандидат в Палату представителей, при том, что на президентских выборах в нём добился победы либеральный демократический кандидат — сенатор Джордж Макговерн.

#### Бостонская юридическая школа и начало карьеры юриста (1972—1982)
После поражения на выборах 1972 года Керри и его жена купили дом в Лоуэлле. Некоторое время он работал сборщиком средств в международной благотворительной организации «Cooperative for Assistance and Relief Everywhere (CARE).» Он решил, что лучший путь продолжения общественной жизни — изучать закон. В сентябре 1972 года он поступил в Бостонскую юридическую школу (Boston College Law School.) В июле 1973 года во время окончания школы Керри был назначен исполнительным директором ассоциации адвокатов Массачусетса Mass Action.
В 1976 году он получил степень доктора юриспруденции Juris Doctor (J.D.) в колледже Бостона. В ходе учёбы он исполнял обязанности обвинителя-стажёра в офисе Джона Дж. Дрони окружного прокурора округа Миддлсекс. После сдачи экзамена на звание адвоката и будучи приглашённым, на работу в массачусетскую адвокатуру в 1976 году он пришёл работать в тот же офис в качестве обвинителя по полной ставке.
В январе 1977 года Дрони повысил его в должности до первого заместителя окружного прокурора. На этом посту Керри играл двойную роль. Во-первых, он расследовал дела, добивался обвинений в делах об изнасилованиях с отягчающими обстоятельствами и в делах об убийствах. Во-вторых, он занимался административной работой в офисе, способствуя созданию специальных криминальных отделов, создавая программы по обращению к проблемам изнасилований, жертв и свидетелей других преступлений и составляя судебный календарь для отражения приоритетных дел. Находясь в этой роли, Керри объявил о расследовании возможных уголовных обвинений против сенатора Эдварда Брука, отмечая «ложные заявления» в его первом бракоразводном процессе.
В 1979 году Керри ушёл из офиса окружного прокурора, чтобы создать частную юридическую фирму вместе с другим бывшим прокурором. Несмотря на свою успешную частную юридическую практику, Керри всё ещё интересовался публичной деятельностью. Он начал избирательную кампанию по выдвижению на пост заместителя губернатора Массачусетса и одержал трудную победу на первичных демократических выборах в 1982 году. Находясь в списке кандидатов вместе с кандидатом в губернаторы Майклом Дукакисом, Керри без труда победил на главных выборах.

#### На посту заместителя губернатора (1982—1985)

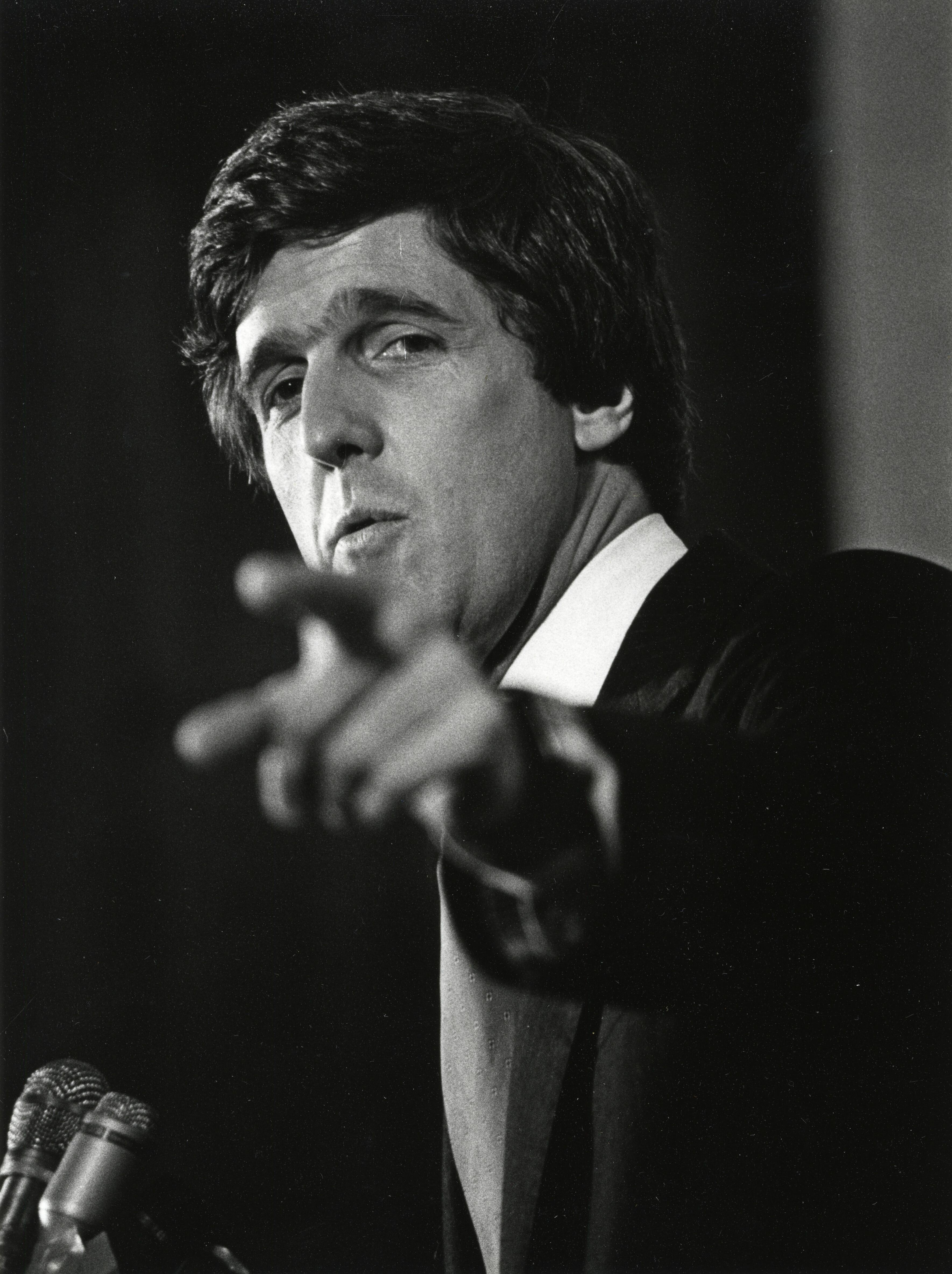
Джон Керри в 1984 году.

У обладателей должности заместителя губернатора мало обязанностей. Однако Дукакис направлял дополнительные дела на рассмотрение Керри. В частности, благодаря своему интересу к проблемам защиты окружающей среды, Керри весьма увлёкся вопросом о кислотных дождях. Его работа способствовала принятию резолюции от 1984 года Национальной ассоциации губернаторов (National Governors Association), которая в свою очередь послужила предтечей поправкам от 1990 года, внесённым в Закон о чистоте воздуха (Clean Air Act).
Во время своей кампании Керри заявлял, что планы по эвакуации в случае ядерной войны «притворство, нацеленное на обман американцев, чтобы внушить им, что они смогут пережить ядерную войну.» Будучи заместителем губернатора, он однажды набросал указ, осуждающий планирование подобного рода. Дукакис подписал указ, несмотря на потерю своих шансов на избрание президентом.

#### Избрание в Сенат
Младший сенатор от штата Массачусетс Пол Цонгас объявил в 1984 году, что, ввиду проблем со здоровьем, он оставляет свой пост. Керри решил занять его место. Как и на выборах на пост заместителя губернатора 1982 года он не получал подтверждения от партийной организации демократов штата. Но, как и в 1982 году он доминировал на первичных выборах. В своей предвыборной кампании он обращался к либеральным ценностям вместе с обещанием установить жёсткий контроль над бюджетом. Он был избран в Сенат как демократический кандидат, несмотря на всеобщую национальную поддержку Республиканской партии во время переизбрания президента-республиканца Рональда Рейгана, который победил в Массачусетсе с небольшим отрывом. В своей приёмной речи Керри заявил, что его личная победа на выборах означает, что народ Массачусетса «твёрдо отвергает политику эгоизма и мнение о том, что с женщинами надо обращаться как с второсортным слоем граждан.» Керри был приведён к присяге сенатора в январе 1985 года.

### На посту сенатора (1985—2013)

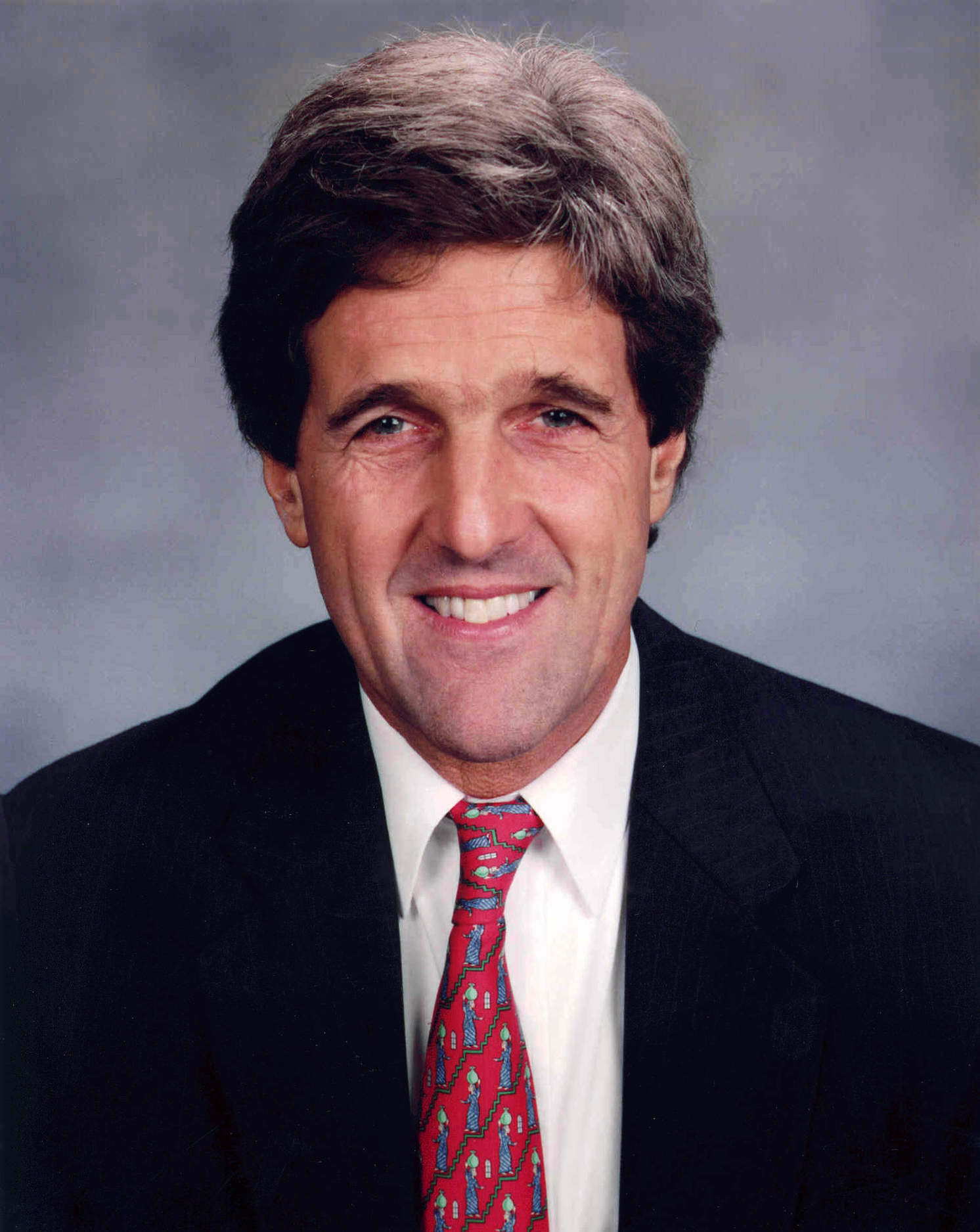
Ранний сенатский портрет Керри

#### В составе армянского лобби
Джон Керри в Сенате стал представителем сильного армянского лобби и в 1995—2011 годах входил в Группу по армянским делам Конгресса США (Армянский кокус). Он лоббировал законопроекты о признании геноцида армян (1984, 2000, 2005, 2006 и 2010 годы), выделение американской финансовой помощи Армении в 1992—2012 годах и непризнанной Нагорно-Карабахской Республике в 1994—2012 годах, а также принятие антиазербайджанской Поправки 907.

#### Расследование по делу Иран-контрас
18 апреля 1985 года, спустя несколько месяцев, после своего вступления в должность сенатор Керри вместе с сенатором Томом Харкином из Айовы отправились в Никарагуа и встретились с президентом страны Даниелем Ортегой. Хотя Ортега и был избран на демократических выборах, поездку сенаторов критиковали, поскольку левый режим Ортеги был сильно связан с Кубой и СССР. Правительству сандинистов противостояли правонастроенное ЦРУ и повстанцы, известные как контрас. Пребывая в Никарагуа, оба сенатора общались с обеими сторонами конфликта. Через их посредничество Ортега предложил соглашение о прекращении огня взамен на приостановление поддержки контрас со стороны США. Это предложение было отвергнуто администрацией Рейгана как «пропагандистская инициатива», рассчитанная на то чтобы повлиять на голосование по поводу суммы в 14 миллионов долларов, предназначенной для помощи повстанцам. Керри ответил: «Я готов принять риск, проверяя добрую волю сандинистов». Сенат проголосовал за выделение повстанцам данной суммы, но Ортега полетел в Москву, получив на следующий же день заём в 200 миллионов долларов. В ответ Сенат незамедлительно решил передать ещё свыше 27 миллионов помощи, передача прошла спустя шесть недель.

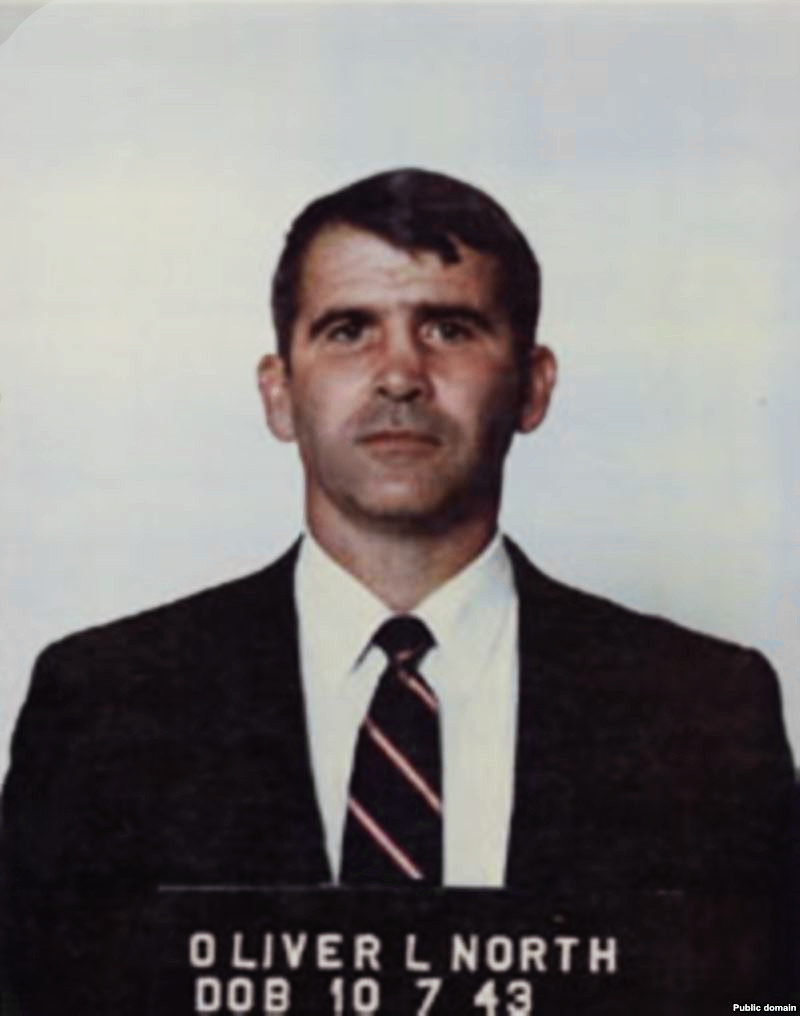
Снимок Оливера Норта после его задержания

В апреле 1986 года Керри и Кристофер Додд, сенатор-демократ от штата Коннектикут, предложили внести в программу слушаний, проводимых комитетом Сената по иностранным отношениям, рассмотрение обвинений в адрес контрас, связанных с трафиком марихуаны и кокаина. Председатель комитета, сенатор-республиканец Ричард Г. Лугар от штата Индиана, согласился с их предложением.
Тем временем штаб Керри начал собственное расследование и 14 октября выпустил рапорт с разоблачениями нелегальной деятельности с участием подполковника Оливера Норта, установившего частную сеть, включавшую Совет национальной безопасности США и ЦРУ в целях доставки военного снаряжения правонастроенным никарагуанским повстанцам (контрас). В результате Норт и некоторые члены президентской администрации были обвинены в рапорте Керри в нелегальной поддержке и снабжении вооружённых ополченцев осуществляемой без поддержки Конгресса. Расследование штаба Керри велось около года, было основано на допросах 50 неназванных источников и в итоге подняло «серьёзные вопросы: придерживались ли Соединённые Штаты закона в своей поддержке контрас в течение последних трёх лет.» Рапорт комитета Керри установил, что «звенья цепи наркотрафика контрас включали …выплаты наркоперевозчикам из средств, которые департамент по финансам США выделял для гуманитарной помощи контрас по разрешению Конгресса» (всего Минфин США передал свыше $806 000). Некоторым наркоперевозчикам правоохранительными агентствами США были предъявлены обвинения связанные с наркопреступлениями, другие находились под активным следствием, проводимым этими же агентствами. Однако открытия Керри породили лишь незначительную реакцию в средствах массовой информации и в официальном Вашингтоне.
Рапорт Керри стал предтечей дела Иран-контрас. 4 мая 1989 года Норт был осужден по трём обвинениям, связанным с этим делом. 16 сентября обвинения были сняты после рассмотрения апелляции.

#### Керри и администрация Джорджа Буша-старшего
15 ноября 1988 года, присутствуя на завтраке бизнесменов в восточном Линне, Керри пошутил в адрес избранного президента Джорджа Буша-старшего и его помощника: «Если Буша застрелят, у Секретной службы есть приказ пристрелить Дэна Куэйла». На следующий день он извинился.
Во время своего расследования деятельности Мануэля Норьеги, штаб Керри предположил, что расположенный в Пакистане банк международного кредита и коммерции (BCCI) способствует наркотрафику Норьеги и отмыванию денег. Благодаря этим выводам, против банка началось следствие, он был закрыт в 1991 году. В декабре 1992 года Керри и сенатор-республиканец из Колорадо Хэнк Браун выпустили доклад «Дело BCCI» (The BCCI Affair), посвящённый данному скандалу.
Согласно докладу банк работает с террористическими организациями, включая Абу-Нидала. Это скомпрометировало департамент юстиции, казначейство, таможенную службу, федеральный резервный банк, также влиятельных лоббистов и ЦРУ.
Керри подвергся критике со стороны ряда демократов, за преследование членов своей партии, включая бывшего министра обороны Кларка Клиффорда, хотя республиканцы заявляли, чтобы Керри более жёстко давил на нескольких демократов. Позднее скандал в деле банка BCCI был рассмотрен в офисе окружного прокурора Манхэттена.

#### Переизбрание
В 1996 году во время переизбрания Керри встретился с сильным противником — пользующимся популярностью губернатором Массачусетса Уильямом Уэлдом, который в 1994 году переизбрался, набрав 71 % голосов. Предвыборная борьба за это кресло стала одной из самых упорных сенатских предвыборных гонок в этом году. Керри и Уэлд участвовали в нескольких дебатах. Встретившись в особняке Керри на Бикон-хилле, соперники заключили сделку о максимальной сумме расходов в 9 миллионов долларов на предвыборные кампании. Однако обе стороны превысили эту цифру, что породило взаимные обвинения в том, кто же первый нарушил соглашение. Нет доказательств, что именно благодаря этому Керри оторвался от противника. Во время избирательной кампании Керри коротко выступил на национальной демократической конференции. Сенатор Керри победил, набрав 53 процента голосов, Уэлд набрал 45. Согласно «Newsweek», во время президентских выборов 2004 Карл Роув, Карен Хагс и другие старшие сотрудники избирательного штаба Буша задавали Уэлду вопросы во время дебатов и агитаций, направленных против Керри.
На президентских выборах 2000 кандидат в президенты от демократической партии Альберт Гор внёс Керри в список возможных кандидатов в вице-президенты, вместе с сенатором от Северной Каролины Джоном Эдвардсом, сенатором от Индианы Эваном Бэем, конгрессменом от Миссури Ричардом Герхардтом, губернатором Нью-Гэмпшира Джоанной Шайен и сенатором от Коннектикута Джо Либерманом, которого Гор, в конце концов, и выбрал. Несмотря на это, Керри продолжал выступать в избирательной кампании от лица Гора и Либермана вплоть до дня выборов.

### Президентская кампания 2004 года

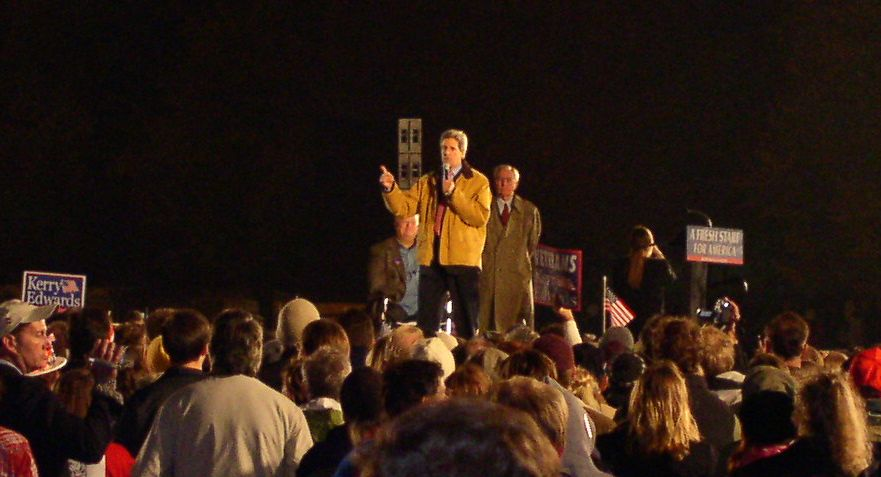
Джон Керри, Уолтер Мондейл и Макс Клиленд в Миннеаполисе, 21 октября 2004

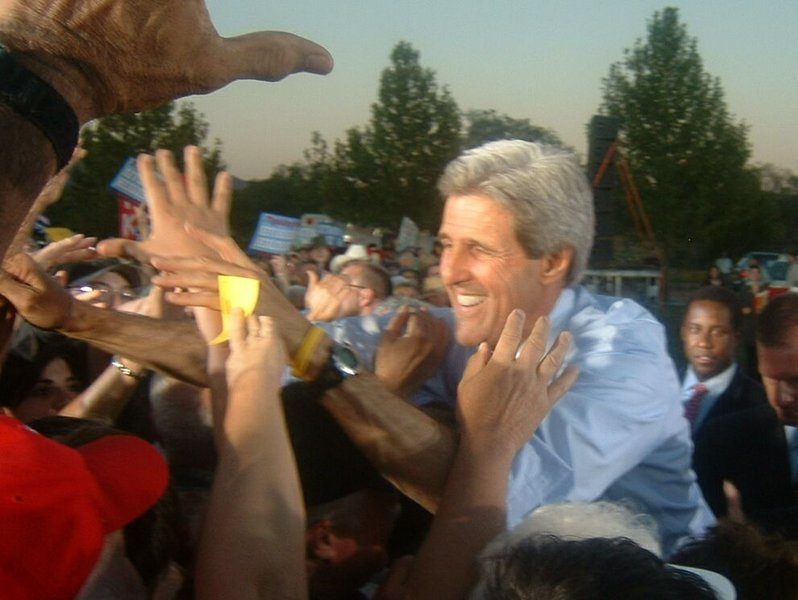
Джон Керри в штате Нью-Мексико

В 2004 году на первичных выборах кандидата в президенты от демократической партии Керри обошёл нескольких соперников-демократов, включая сенатора от штата Северная Каролина Джона Эдвардса, бывшего губернатора Вермонта Говарда Дина и отставного генерала Уэсли Кларка. Победа на партийных совещаниях в штате Айова заставила поверить в его успех после неудачной кампании в Нью-Гэмпшире и 3 февраля в главных штатах, как Аризона, Южная Каролина и Нью-Мексико. Затем Керри одержал внушительную победу в штатах Невада и Висконсин и таким образом стал кандидатом в президенты от демократической партии. 6 июля 2004 года он объявил о выборе Джона Эдвардса в качестве кандидата в вице-президенты. Советник Керри по кампании 2004, стратег-демократ Боб Шрам написал статью в журнале Time, заявляя что после выбора Эдвардса Керри сказал, что никогда не выбрал бы Эдвардса, и что с тех пор Эдвардс и Керри вообще перестали разговаривать друг с другом. Появившись в программе канала АВС This Week Керри отверг утверждения Эдвардса, назвав их «смехотворной потерей времени».
20 сентября штабы Буша и Керри составили 32-страничный меморандум взаимопонимания, охватывающий мельчайшие детали взаимных дебатов. Соперники трижды (30 сентября, 8 и 13 октября) встречались в дебатах, опросы после дебатов показали перевес Керри. На выборах 3 ноября 2004 года Керри, набравший 59,03 млн голосов (48 % голосов электората) уступил Джорджу Бушу, который набрал 62,04 млн голосов (51 % голосов электората). В итоге Керри набрал 252 голосов выборщиков, один из которых отдал свой голос за Джона Эдвардса, Буш набрал 286 голосов выборщиков. Хотя по ходу голосования и вспыхивали споры, ни в одном из штатов не возникла ситуация подобная ситуации в 2000 году в штате Флорида. Хотя при подсчёте голосов в штатах Флорида и Огайо и возникли расхождения в 20 процентов голосов, соперники приняли результаты кампании. Керри в телефонном разговоре с Бушем признал своё поражение и поздравил своего соперника с победой на выборах.

### Деятельность после президентских выборов
Сразу после выборов некоторые демократы назвали Керри возможным участником выборов-2008 кандидата в президенты от демократической партии. Брат Керри заявил, что подобная кампания «реальна», сам сенатор на прощальной вечеринке, устроенной для штаба кампании, заявил: «Всегда есть ещё четыре года». 

Керри учредил комитет «Keeping America’s Promise» для сбора денег и поддержки кандидатов от Демократической партии на предвыборных кампаниях в штатах и на федеральном уровне. В 2005 году Керри собрал для этой цели свыше 5,5 миллионов долларов. Согласно отчёту свыше 15 миллионов долларов оставшихся после проведения его президентской кампании разошлось для поддержки различных партийных комитетов и 179 кандидатов на выборы в Конгресс, Сенат, местные выборы и выборы в 42 штатах, где особое внимание было уделено промежуточным выборам в течение последних двух лет. Как заявил председатель национального комитета по кампаниям Демократической партии (DCSS) Гасан Немазее, «В сумме Керри сделал больше, чем любой другой сенатор».
10 января 2008 года Керри поддержал младшего сенатора от Иллинойса Барака Обаму в его президентской кампании.
О Керри упоминали как о возможном кандидате в вице-президенты, но в итоге был выбран сенатор Джо Байден. После выбора Байдена о Керри заговорили как о возможном кандидате на пост государственного секретаря в администрации Обамы, но в итоге на этот пост была назначена сенатор Хиллари Клинтон.

#### Перевыборы и положение в Сенате
Керри переизбирался в Сенат в 1990, 1996 (после победы на перевыборах над губернатором Массачусетса республиканцем Уильямом Уэлдом), 2002 и 2008 годах. 24 января 2007 года Керри заявил о том, что не будет участвовать в президентских выборах-2008, так как будет баллотироваться в Сенат на 5-й срок. 16 сентября 2008 года на первичных выборах от демократической партии Керри впервые за 24 года вступил в борьбу с конкурентом — прокурором Эдом О’Рейли. Керри победил на выборах от 17 сентября 2008 года, набрав 339 925 голоса (68,87 %), О’Рейли набрал 153 636 голоса (31,13 %). На главных выборах в ноябре Керри победил кандидата-республиканца Джеффа Битти (англ. Jeff Beatty), набрав ⅔ голосов.
В январе 2009 года Керри заменил Джо Байдена на посту председателя сенатского Комитета по международным отношениям.
В 2009 году Керри занимает 13-е место по возрасту среди 99 сенаторов. Однако длительное время он оставался младшим сенатором. На 111-м конгрессе США Керри был самым старшим по возрасту младшим сенатором. Во вторник 25 августа 2009 года после смерти сенатора Теда Кеннеди Керри стал старшим сенатором (и единственным представителем штата Массачусетс). На похоронах Теда Кеннеди Керри нёс гроб с телом своего коллеги.

### На посту государственного секретаря США

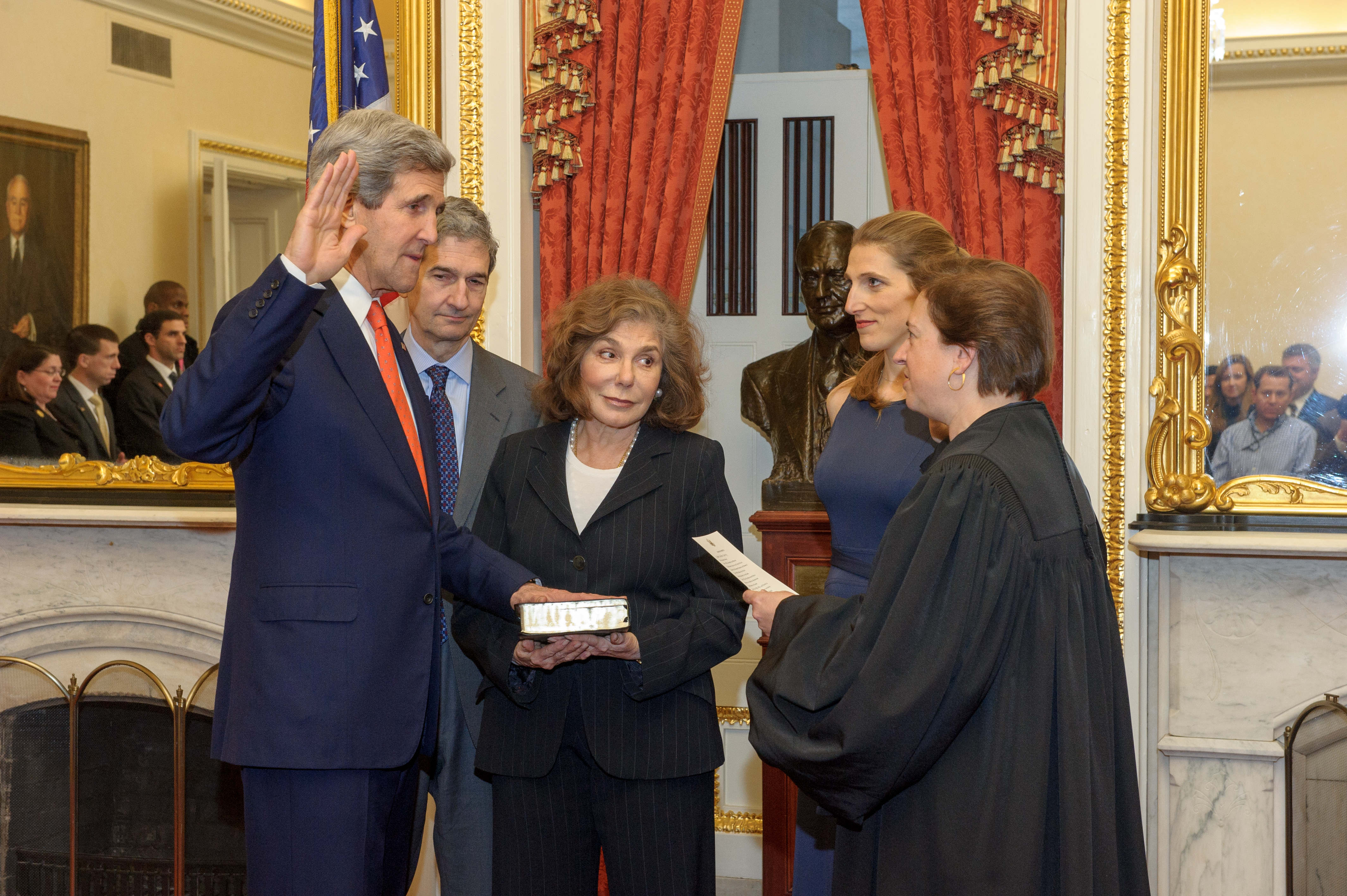
Судья Елена Каган принимает присягу у Джона Керри перед его вступлением на пост госсекретаря, 1 февраля 2013 года.

15 декабря 2012 в нескольких выпусках новостей было отмечено, что президент Барак Обама собирается номинировать кандидатуру Джона Керри на пост госсекретаря США на смену Хиллари Родэм Клинтон. Предыдущая кандидатура дипломата Сьюзен Райс была отвергнута после того, как она назвала нападение на американское посольство в Бенгази в 2012 году спонтанной реакцией на события в Каире в результате чего поднялась волна её критики. 21 декабря Обама выдвинул кандидатуру Керри, это решение получило положительные отзывы. 24 января 2013 комитет Сената по внешней политике провёл слушания Керри по поводу назначения на должность госсекретаря (впервые он вступал перед этим комитетом в 1971 году). 29 января комитет после тайного голосования одобрил назначение Керри, в тот же день Сенат голосованием одобрил кандидатуру Керри (94 голоса — за), 3 против (Джим Инхоуф от штата Оклахома, Джон Корнин и Тед Крус от штата Техас), 2 воздержались (Джон Хувен от штата Северная Дакота и Патриция Мюррей от штата Вашингтон). В письме губернатору штата Массачусетс Девалю Патрику Керри объявил что с 1 февраля 2013 оставляет пост сенатора. В этот день Керри принёс присягу государственного секретаря США. Хотя до 1997 года этот пост занимали белые мужчины, Керри стал первым белым мужчиной за последние 16 лет, занявшим этот пост.

#### Украинский кризис в 2014—2016 годах

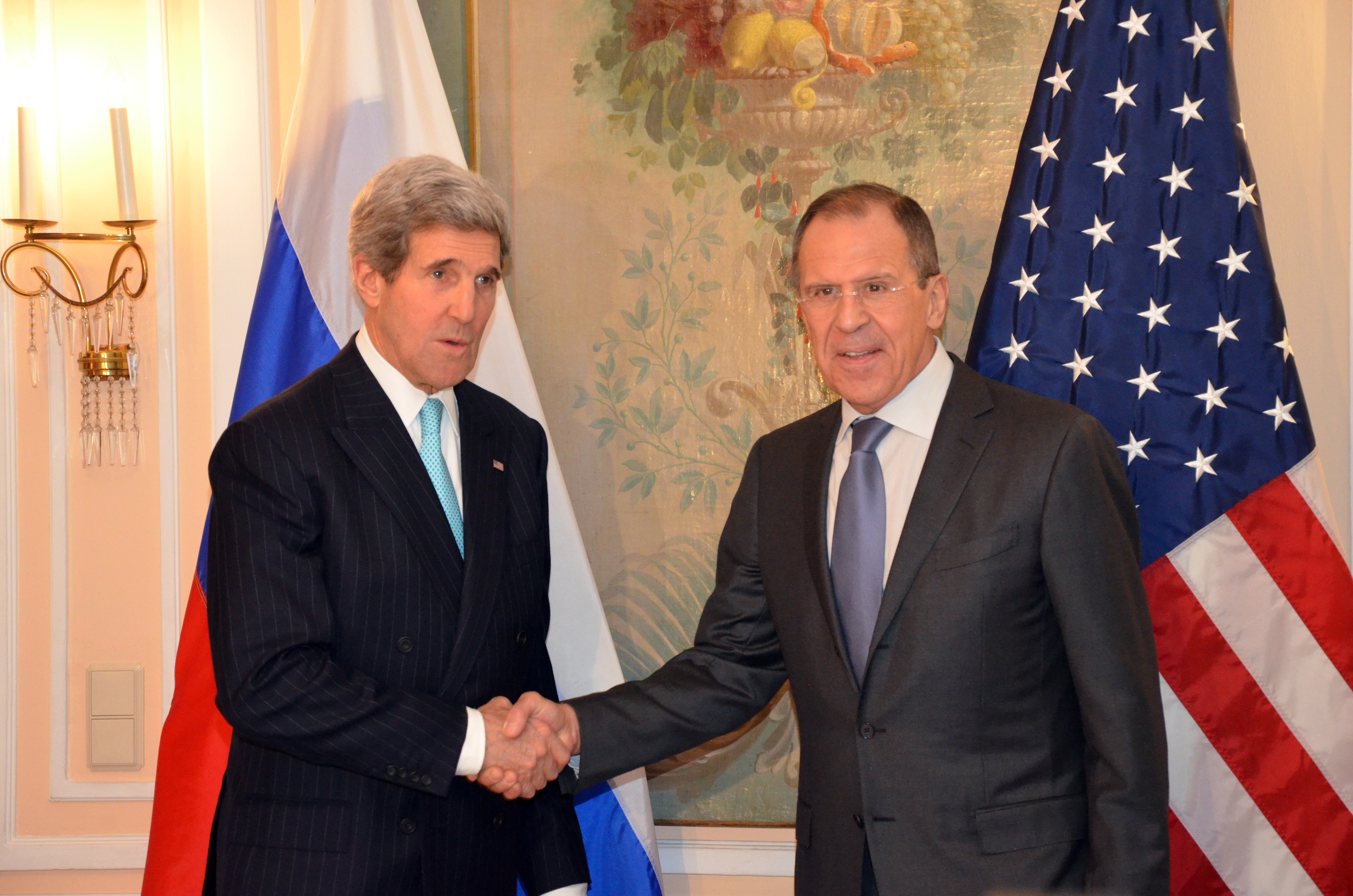
Сергей Лавров и Джон Керри,
29 января 2014 года

Для Керри была характерна поддержка новых украинских властей. Его переговоры с министром иностранных дел РФ Сергеем Лавровым по украинскому вопросу протекали с переменным успехом, несколько раз находившегося в Москве с визитом Керри принимал президент России Владимир Путин. Эти встречи и переговоры не привели к значимым результатам. После аннексии Крыма Российской Федерацией Керри отрицательно отнёсся к данному факту, назвав это «вопиющим шагом со стороны России», которая напомнила ему о начале Второй мировой войны. Следуя официальной американской позиции, Керри в марте 2014 года счёл референдум о статусе Крыма нелегитимным.

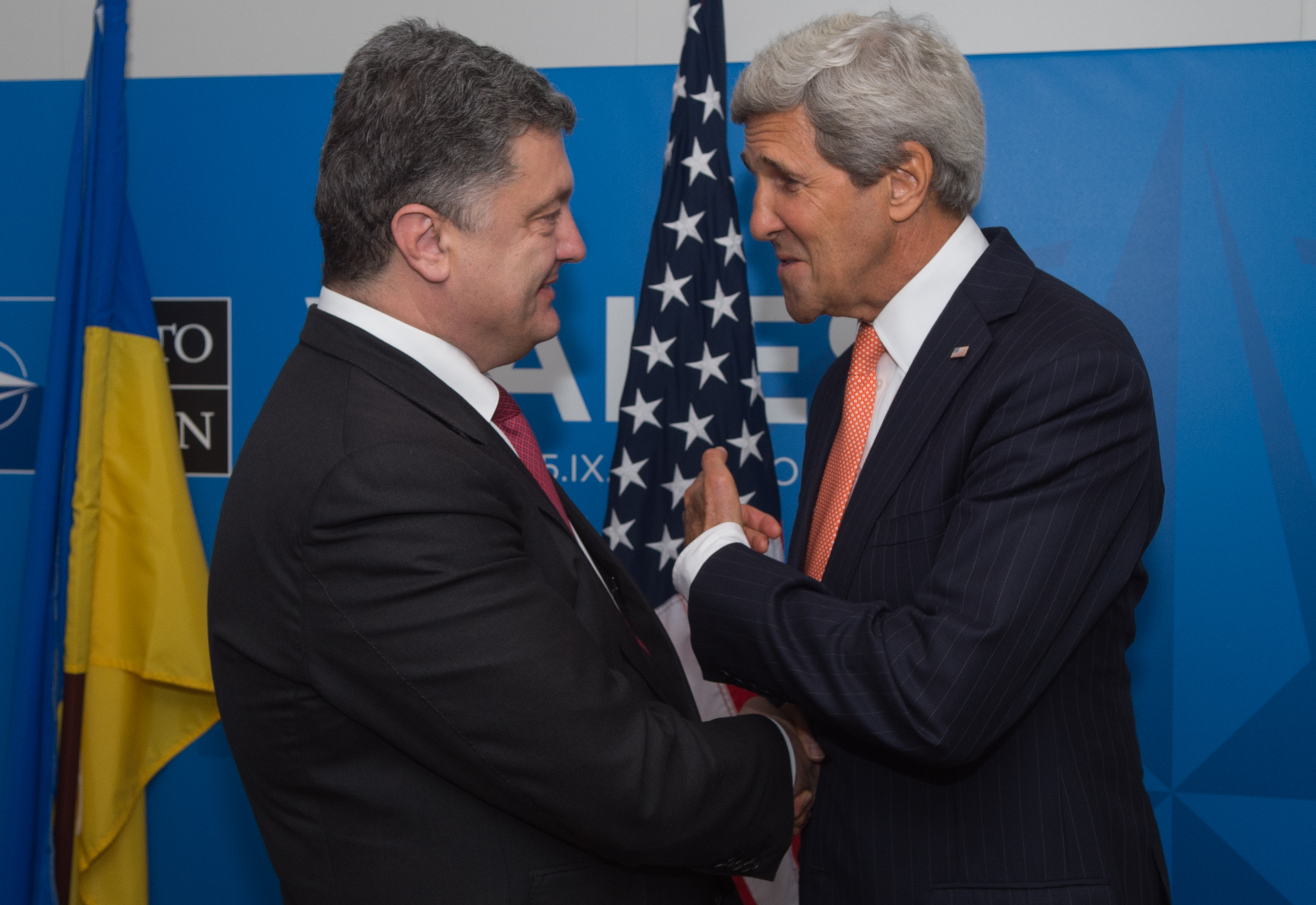
Президент Украины Пётр Пороше́нко и Джон Керри, 4 сентября 2014 года

В дальнейшем Керри предполагал, что новые украинские власти дадут востоку и югу Украины больше полномочий, чем Россия — своим автономным республикам, так как, по его мнению, новое украинское правительство уважает русскую культуру и язык. Одновременно в своём заявлении Керри признал историческую связь жителей Украины с русской культурой.

### В администрации Байдена
23 ноября 2020 года избранный президент США Джо Байден объявил, что бывший госсекретарь Джон Керри будет работать в его кабинете в качестве специального представителя по вопросам климата и будет членом Совета национальной безопасности. Вступил в должность 20 января 2021 года.
13 января 2024 года по крайней мере три источника, близких к Керри, сообщили, что он уйдет с поста спецпредставителя США по вопросам климата к весне следующего года. 6 марта 2024 года ушёл с поста. чтобы помочь Джо Байдену подготовиться к предстоящим президентским выборам.

## Политические взгляды

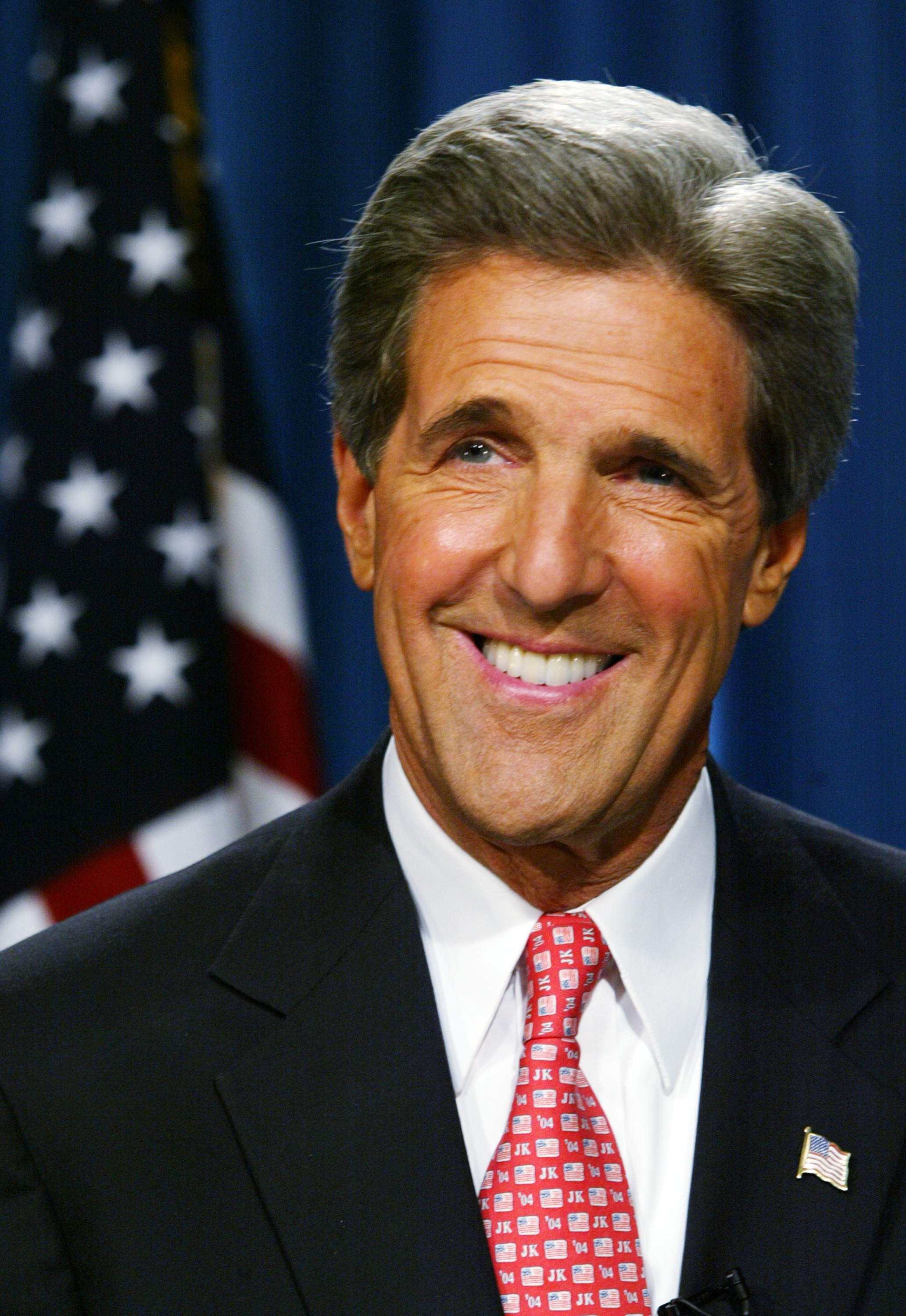
Сенатский портрет Джона Керри

Согласно большинству анализов голосований Керри, он принадлежит к левым.
Во время президентской гонки 2004 он был представлен как стойкий либерал некоторыми консервативными группами и членами избирательного штаба Буша, который часто заявлял, что Керри — главный сенатский либерал, согласно списку National Journal. Однако подобное заявление было основано только на данных прошедшего года, в то время как согласно результатам карьеры Керри национальный журнал отвёл ему только 11-е место среди наибольших либералов Сената. Большинство анализов показывают, что Керри лишь немного более либерален, чем типичный сенатор-демократ. Например, Кейт Т. Пул из Хьюстонского университета нашёл, что Керри всего лишь 24-й из наиболее либеральных сенаторов.
Керри заявлял, что он выступает против приватизации программы социального обеспечения, поддерживает право на аборт для взрослых женщин и для несовершеннолетних, поддерживает идею гражданского брака для однополых пар, выступает против смертной казни (исключая террористов), поддерживает большинство законов о контроле над оружием и, в общем, поддерживает торговые соглашения. Керри поддержал североамериканское соглашение о свободной торговле и статус наибольшего благоприятствования для Китая, но выступил против центральноамериканского соглашения о свободной торговле.
В июле 1997 года Керри присоединился к коллегам по Сенату, голосовавшим против ратификации Киотского протокола по глобальному потеплению, без ограничений по передаче газа для наций, считающихся развивающимися, включая Китай и Индию. После этого он обрушился с критикой на президента Буша, обвиняя его в противостоянии международным усилиям по борьбе с глобальным потеплением.

#### Отношение к Ираку
В 1991 году, во время дебатов по поводу войны в Персидском заливе, Керри первоначально выступил против немедленного применения силы с тем, чтобы выгнать иракских солдат из Кувейта. ООН ввела в действие санкции, направленные против Ирака, и Керри доказывал, что санкции могут дать больше времени для работы.
14 декабря 2001 года, спустя три месяца после террористических атак 11 сентября, Керри заявил на ток-шоу Ларри Кинга: «Я считаю совершенно ясным то, что мы должны поддерживать глобальное давление на терроризм. В любом случае оно не закончится после Афганистана. И я думаю, президент дал ясно это понять. Я думаю, мы должны дать ясно это понять. Терроризм есть глобальная угроза. Это бич. И для нас абсолютно необходимо продолжать противостояние, в частности против Саддама Хусейна».
На вопрос о видах оружия, находящегося в руках Хусейна, Керри ответил 9 октября 2002 года, перед войной: «Согласно докладу ЦРУ, все американские эксперты по разведке согласны с тем, что Ирак пытается получить ядерное оружие. Ясно, что Саддам Хусейн хочет его разработать». Керри также заявил: «Я голосовал за придание президенту и Соединённым Штатам полномочий использовать силу, если необходимо обезоружить Саддама Хусейна. Я полагаю, что губительный арсенал оружия массового уничтожения в его руках — это реальная и серьёзная угроза для нашей безопасности». В 2003 Буш, полагаясь на эту резолюцию, отдал приказ о вторжении в Ирак. 23 января Керри выступил с речью в университете Джорджтауна: «Несомненно, мы должны разоружить Саддама Хусейна. Он жестокий, кровавый диктатор, стоящий во главе деспотического режима. Он представляет собой особо опасную угрозу, потому что он так склонен к просчётам. Угроза от Саддама Хусейна, оснащённого оружием массового поражения, вполне реальна». Однако Керри предупредил администрацию, чтобы она не начинала войны, пока не будут исчерпаны все дипломатические средства. «Господин президент, не торопитесь с войной, дайте время для образования коалиции. Выиграть войну не сложно, трудно добиться мира». В 2004 году Керри заявил: «Саддам Хусейн был жестоким диктатором, и он действительно заслужил своё место в аду. Но все же это не повод начинать войну. Вместо диктатора мы получили хаос, несущий Америке ещё большую угрозу».
После вторжения в Ирак, когда оружие массового поражения так и не было найдено, Керри критиковал президента Буша, утверждая, что тот ввёл страну в заблуждение. «Когда президент Соединённых Штатов смотрит на вас и говорит вам что-то, в этом должно быть хоть немного правды».

#### Участие в деятельности Сената
В ходе своей сенатской карьеры Керри выступал инициатором или участником выпуска десятков актов конгресса. Некоторые из его наиболее известных актов посвящены проблемам малого бизнеса, образования, терроризма, ветеранов, вопросам о военнопленных и пропавших без вести, защите морских ресурсов и другим темам. В декабре 2004 на основании 11 его актов были выпущены законы.
С 1991 по 1993 год Керри возглавлял специальный избранный сенатский комитет по делам военнопленных и пропавших без вести. Доклад комитета, подтверждённый Керри, установил, что «нет доказательств, удостоверяющих присутствие живых американцев в плену в юго-восточной Азии». В 1994 году благодаря усилиям Керри и вьетнамского ветерана сенатора Маккейна Сенат выпустил резолюцию, предлагающую покончить с существующим торговым эмбарго против Вьетнама, подготавливая почву для нормализации отношений. В 1995 президент Билл Клинтон восстановил дипломатические отношения между Вьетнамом и США.
С 1987 по 1993 год Керри был председателем сенатского демократического комитета по избирательным кампаниям. В 2009 году Керри участвует в деятельности четырёх сенатских комитетов и 12 подкомитетов:
- Комитет по торговле, науке и транспорту (англ. United States Senate Committee on Commerce, Science and Transportation)
  - Подкомитет по авиационным перевозкам, безопасности и охране (англ. United States Senate Commerce Subcommittee on Aviation Operations, Safety, and Security)
  - Подкомитет по коммуникациям, технологии и интернету (англ. United States Senate Commerce Subcommittee on Communications, Technology, and the Internet) (председатель)
  - Подкомитет по конкуренции, инновациям и продвижению экспорта (англ. United States Senate Commerce Subcommittee on Competitiveness, Innovation, and Export Promotion)
  - Подкомитет по океанам, атмосфере, рыболовству и береговой охране (англ. United States Senate Commerce Subcommittee on Oceans, Atmosphere, Fisheries, and Coast Guard)
  - Подкомитет по науке и космосу (англ. United States Senate Commerce Subcommittee on Science and Space)
  - Подкомитет по наземному транспорту и инфраструктуре торгового флота, охране и безопасности (англ. United States Senate Commerce Subcommittee on Surface Transportation and Merchant Marine Infrastructure, Safety, and Security)
- Комитет по финансам (англ. United States Senate Committee on Finance)
  - Подкомитет по охране здоровья (англ. United States Senate Finance Subcommittee on Health Care)
  - Подкомитет по энергии, натуральным ресурсам и инфраструктуре (англ. United States Senate Finance Subcommittee on Energy, Natural Resources, and Infrastructure)
  - Подкомитет по международной торговле, таможне и глобальной конкуренции (англ. United States Senate Finance Subcommittee on International Trade, Customs, and Global Competitiveness)
- Комитет Сената США по международным отношениям[107] (председатель)
- Комитет по малому бизнесу и предпринимательству (англ. United States Senate Committee on Small Business and Entrepreneurship)
- Комиссия по безопасности и кооперации в Европе (англ. Commission on Security and Cooperation in Europe)

## Личная жизнь
Рост Керри — 193 см. Он увлекается охотой, сёрфингом, виндсёрфингом, играет в хоккей, музицирует на бас-гитаре. Согласно интервью, данному им журналу «Rolling Stone» в 2004 году, он фанат рок-групп «The Beatles» (его любимый альбом — «Abbey Road») и «The Rolling Stones», поклонник творчества музыкантов Джими Хендрикса и Джимми Баффета. Он заявил, что ему никогда не нравился музыкальный жанр «тяжёлый метал». В 2004 году Керри выбрал песню Брюса Спрингстина «No Surrender» в качестве одного из гимнов своей предвыборной кампании. Позднее он выбрал песню ирландской рок-группы U2 «Beautiful Day» как официальный гимн кампании.
Журнал Sports Illustrated описывал Керри как заядлого велосипедиста, ездящего главным образом на дорожном велосипеде. Перед президентской гонкой он принял участие в нескольких длительных велопробегах («сотнях»). Даже во время своих избирательных кампаний он находил время посещать велосипедные магазины в своём штате. Во время остановок в отелях его помощники требуют установки велотренажёров в комнатах Керри. 

В мае 2015 года Керри получил травму ноги после падения с велосипеда вблизи французского города Сьонзье.
Керри бегло говорит по-французски. 
В 2003 году у Керри был обнаружен рак простаты, он перенёс операцию без сопутствующей лучевой терапии, курс лечения прошёл успешно.

### Семья
В 1970 году Керри женился на Джулии Торн, у них родились две дочери Александра и Ванесса.
Александра родилась 5 сентября 1973 года, перед учёбой Керри в юридической школе. Окончив университет Брауна, она получила свой M.F.A. в июне 2004 года от Консерватории AFI. Она режиссёр документальных фильмов.
Ванесса родилась 31 декабря 1976 года. Как и её дед, она окончила академию Филипс и Йельский университет. Также она посещала Медицинскую школу Гарварда, сейчас она мастер программы медицинских полисов в Лондоне. Обе дочери помогали предвыборной кампании отца в 2004 году.

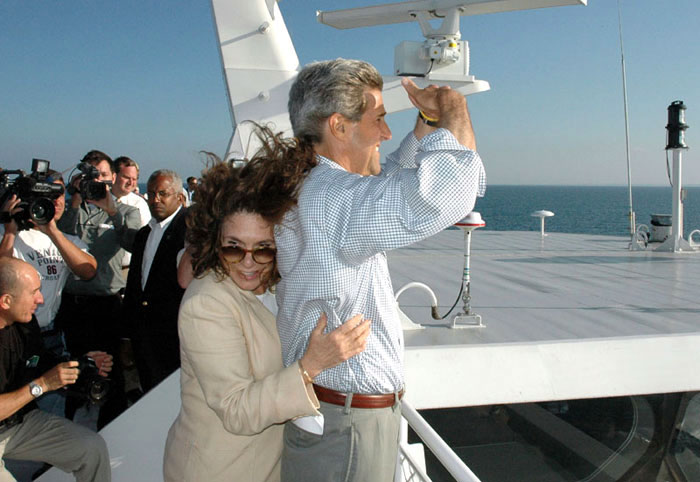
Керри с супругой Терезой на борту парома в ходе его президентской кампании-2004

В 1982 году Торн, страдавшая от тяжёлой депрессии, попросила Керри о разводе. Они развелись 25 июля 1988 года. Брак был официально аннулирован католической церковью в 1997 году. «После 14 лет замужем за политиком политика для меня ассоциируется только с гневом, страхом и одиночеством» — писала она в своей книге о депрессии «Выбор сердца». Затем Торн вышла замуж за архитектора Ричарда Чарльзворта и переехала в Воземан (Монтана), где приняла участие в местной группе по защите окружающей среды, такой как Большая Йеллоустонская коалиция. Торн помогала Керри в президентской гонке 2004. Она умерла от рака в апреле 2006 года.
Керри и его вторая жена Тереза Симоэ-Феррейра Хайнц, вдова члена семьи, владевшей компанией Heinz, сенатора от Пенсильвании Генри Джона Хайнца III и бывшая переводчица ООН, были представлены друг другу Хайнцем на сборе Дня Земли в 1990 году. После знакомства они не встречались вплоть до смерти Хайнца в авиационной катастрофе. Они поженились 26 мая 1995 года в Нантакете. У Керри есть три пасынка — сыновья Терезы от первого брака — Генри Джон Хайнц IV, Андре Хайнц и Кристофер Хайнц, женившийся на Александре де Рюйтер Левис 10 февраля 2007 года. Жена старше Керри на 5 лет.

### Оценки финансового состояния Керри
По оценке обзора Форбс 400, Тереза Хайнц Керри в 2004 году обладала состоянием в 750 миллионов долларов. В соответствии с исследованием калифорнийской газеты Los Angeles Times, оценки расходятся от 165 миллионов до 3,32 миллиардов. Керри считается самым богатым сенатором США. Кроме собственного состояния, он владеет, по меньшей мере, четырьмя концернами, перешедшими ему от членов семьи Форбсов, в том числе от его матери, умершей в 2002 году. Журнал «Форбс» установил, что если бы Керри победил на президентских выборах, он стал бы третьим богатейшим президентом в истории США (если учесть инфляцию). Джон Керри и Тереза Хайнц подписали брачный договор о раздельном владении имуществом, хотя налоги они платят со всего супружеского имущества. Финансовая декларация Керри оценивает его личное имущество в пределах от 409 000 до 1,8 млн долларов, имущество, которым он владеет совместно с супругой, оценивается в пределах от 300 000 до 600 000 долларов.

### Отношение к религии
Керри, будучи католиком, заявил, что носит с собой чётки-розарий, книгу-молитвенник и медаль святого Христофора (покровителя путешественников), когда находится в поездках. Керри настроен против абортов, но поддерживает права женщин, что порождает его разногласия с католической церковью. Говоря о своём вероисповедании, Керри заявил: «Я хотел стать священником. Я был очень религиозен во время учёбы в Швейцарии. Я был мальчиком при алтаре и всё время молился. Я очень сосредотачивался на мессах в церкви». Он также сказал, что «послания ап. Павла» подвигли и научили его главным образом «не жалеть себя».
Согласно журналу «Христианство сегодня», Керри сказал о своей вере:
«Я католик и католик на деле, но в то же время мои уши открыты для многих общих выражений о духовности, пришедших из разных религий. …Я уделяю некоторое время чтению и размышлениям (о религии) и пытаюсь изучить её. У меня нет чувства разногласий, скорее чувство общности многих стольких разных путей, системного значения корней и общности Торы, Корана и Библии и основной истории, которую мы все проходим и которая нас действительно соединяет».